# Cercinthus elegans
Espèce
Synonymes
- Coreus elegans Brullé, 1839

Cercinthus elegans est une espèce d'insectes hémiptères du sous-ordre des hétéroptères (punaises), de la famille des Coreidae, de la sous-famille des Coreinae et de la tribu des Coreini. Elle est trouvée sur les îles Canaries.